# Morsay
Morsay es un rapero franco-argelino que creció en la ciudad de Persan, en el Valle del Oise – un departamento al norte de París. Con su compañero Zehef, se inició en el rap y creó el colectivo Truand 2 La Galère.

## Música y controversia
Después de un primer disco en solitario, Morsay se unió de nuevo con Zehef para Cli-Cli Notre Plaque Tournante, producido por ellos mismos en el 2009. Cli-Cli es un sobrenombre para la zona de Clignancourt de París, donde Morsay radica. Fue con un nuevo lanzamiento titulado Le Son du Ter-Ter que Morsay creó controversia como resultado de la postura intransigente de la canción ‘J’ai 40 meufs’ (más o menos: ‘Tengo 40 enamoradas’) con letras que fueron consideradas 'intolerables' por el ministro de Cultura de Francia Frédéric Mitterrand. ‘Lo que el rapero Morsay dice en su video, en particular contra las fuerzas de seguridad de nuestro país, es intolerable’, se leía en la declaración de Mitterrand (en un comunicado del 19/10/2009). El Ministro condenó la incitación al odio y la violencia que percibió en las letras. Al igual que anteriores artistas como La Rumeur y OrelSan, Morsay fue visto como el último foco para el escándalo en el rap francés, beneficiándose por una rápida notoriedad que se hizo posible gracias a la internet.
El perfil de Morsay creció una vez más cuando una comunidad en línea conocida como los ‘noëlistes’ – un grupo de miembros jóvenes del sitio web jeuxvideo.com cuyo avatar consistía de una cabeza con un sombrero de Santa en ella – empezó a publicar respuestas de video a sus clips. Algunas de estas respuestas presentaban ‘tanta homofobia e insultos’ como videos originales de Morsay, como lo ha señalado el sitio Rue 89.
En 2012, Morsay llegó a los titulares como consecuencia de dos acciones llamativas. Primero, en una serie de videos, declaró su intención de postular a la Presidencia de Francia – en videos que atrajeron una enorme audiencia en sitios tales como Youtube. Sus propuestas incluían el cierre de prisiones y la legalización de burdeles.
Casi al mismo tiempo, Morsay se unió con el escritor Mickael Korvin en su campaña por un lugar en la Academia francesa. Esta campaña comenzó con un video filmado en el Mercado de las Pulgas de Saint-Ouen, al norte de París. El video, un ataque sobre el también candidato a la Academia Erik Orsenna, es notable por la amenaza de Morsay de violar sexualmente al sexagenario gramático. Posteriores videos presentaban a Korvin y a Morsay en pasamontañas, llamándose a sí mismos el ‘El frente de liberación de la lengua francesa’, y consistió en amenazas al estilo rap contra otros candidatos a la Academia, Patrick Poivre d’Arvor y el novelista francés Fréderic Beigbeider. Las actuaciones de Korvin y Morsay’ fueron cubiertas en gran medida por notables periódicos y revistas culturales de Francia, tales como Le Nouvel Obs, Libération, L'Express y Les Inrocks.
En enero del 2012 se anunció que el largometraje de Morsay, La Vengeance (La venganza), que estaba previsto ser estrenado, no había sido permitido en las salas de cine; Morsay declaró que esto sucedió como consecuencia de su bloqueo por parte del Ministro de Cultura y el Frente Nacional (Francia) de Marine Le Pen

## Discografía

### Álbumes
- Cli-Cli Notre Plaque Tournante (2009) [con Truand 2 La Galère]

| Disco 1  | |               |          |  |
| N.º      | Título | Artist(s)     | Duración |  |
| 1.       | «Clicli Notre Plaque tournante (feat. Alpha 5.20) [Explicit]»                                                      | Zehef         | 4:33     |  |
| 2.       | «Paire 2 Crouille (feat. Kamelancien) [Explicit]»                                                                  | Zehef, Morsay | 4:04     |  |
| 3.       | «La Releve (feat. Zehef) [Explicit]»                                                                               | Morsay        | 4:42     |  |
| 4.       | «On Viens De Loin (feat. Reservoire Drogue & Zk Thug) [Explicit]»                                                  | Zehef         | 5:50     |  |
| 5.       | «Combinaison Dangeureuse (feat. 25g & Farage) [Explicit]»                                                          | Zehef         | 4:21     |  |
| 6.       | «Les Bailles (feat. 100 Bastos) [Explicit]»                                                                        | Zehef, Morsay | 4:47     |  |
| 7.       | «D'Où On Vient (feat. Jet 7) [Explicit]»                                                                           | Zehef         | 5:06     |  |
| 8.       | «95 La Puissance N1 (feat. Nehda) [Explicit]»                                                                      | Zehef, Morsay | 3:48     |  |
| 9.       | «Plier Le Beneff (feat. Shirdé) [Explicit]»                                                                        | Zehef         | 4:29     |  |
| 10.      | «Guerre Et Paix (feat. 100 Bastos) [Explicit]»                                                                     | Zehef, Morsay | 5:03     |  |
| 11.      | «C'est La Demer (feat. Nelly) [Explicit]»                                                                          | Zehef, Morsay | 3:16     |  |
| 12.      | «3 Algeriens Qui Gèrent (feat. Dounia) [Explicit]»                                                                 | Zehef, Morsay | 2:42     |  |
| 13.      | «Prend Pas Le Sème [Explicit]»                                                                                     | Zehef         | 3:53     |  |
| 14.      | «Les Elites Du Rap (feat. Alpha 5.20, Khf, Lexro, Manu Key, Seven, Seth Gueko, Jpax, Alien & One Shot) [Explicit]» | Zehef         | 6:43     |  |
| 15.      | «Qui Sont Les Vrais (feat. Iron Sy) [Explicit]»                                                                    | Zehef         | 2:21     |  |
| 01:05:38 | |               |          |  |

| Disco 2 |                                                                        |               |          |  |
| N.º     | Título                                                                 | Artist(s)     | Duración |  |
| 1.      | «95-93 (feat. Alien) [Explicit]»                                       | Zehef, Morsay | 4:35     |  |
| 2.      | «Ghetto Truand (feat. Khoc'4) [Explicit]»                              | Zehef         | 2:40     |  |
| 3.      | «Banlieue Nord-West (feat. Haks) [Explicit]»                           | Zehef         | 4:15     |  |
| 4.      | «Fait Le [Explicit]»                                                   | Morsay        | 2:28     |  |
| 5.      | «On S'en Bas Les Couilles [Explicit]»                                  | Morsay        | 3:26     |  |
| 6.      | «Le Son Qui Assassine (feat. Balastik Dogg & Doops 27) [Explicit]»     | Zehef         | 3:58     |  |
| 7.      | «Trop Ghetto (feat. Bozo, Steko, Jako & Kily) [Explicit]»              | Zehef, Morsay | 5:20     |  |
| 8.      | «Le Même Combat (feat. Kalys & Sefta) [Explicit]»                      | Zehef, Morsay | 5:27     |  |
| 9.      | «Zehef (feat. Anazs) [Explicit]»                                       | Zehef, Morsay | 4:04     |  |
| 10.     | «Mec Sa fait 15 Piges (feat. Bambou, Ben, Kenozy & Tibess) [Explicit]» | Zehef         | 6:20     |  |
| 11.     | «Avec Mon Gun (feat. Alpha 5.20, Poisson, Malik & Kozi) [Explicit]»    | Zehef         | 4:54     |  |
| 12.     | «Nous C'est La rue (feat. V.S.B) [Explicit]»                           | Zehef, Morsay | 5:19     |  |
| 13.     | «Dure Réalité (feat. Smane Thug, Abdoulaye & Jenks) [Explicit]»        | Zehef         | 4:32     |  |
| 57:18   |                                                                        |               |          |  |

- Le Son du Ter-Ter (2010)

| Lista de canciones |                                                                |                                        |          |  |
| N.º                | Título                                                         | Artist(s)                              | Duración |  |
| 1.                 | «Vivre [Explicit]»                                             | Morsay, Zehef                          | 3:20     |  |
| 2.                 | «Baise les skins (feat. Tyna Turner) [Explicit]»               | Morsay                                 | 3:47     |  |
| 3.                 | «Toi mon frère [Explicit]»                                     | Morsay                                 | 4:56     |  |
| 4.                 | «Baise en brochette (feat. 54 Kartel) [Explicit]»              | Morsay, Zehef                          | 4:39     |  |
| 5.                 | «Ter ter combatant [Explicit]»                                 | Morsay, Alias, Armurie Music           | 3:42     |  |
| 6.                 | «Un controle de keuf [Explicit]»                               | Morsay, Mister You, Truand 2 la galère | 4:12     |  |
| 7.                 | «J'ai la haine [Explicit]»                                     | Morsay                                 | 1:58     |  |
| 8.                 | «Fou la hala (feat. Kortex, Missa) [Explicit]»                 | Morsay                                 | 3:40     |  |
| 9.                 | «Okey okey (Diams Malik) [Explicit]»                           | Morsay                                 | 3:49     |  |
| 10.                | «Vivre notre destin (feat. Kayna Samet) [Explicit]»            | Morsay                                 | 3:56     |  |
| 11.                | «L'ingo d'or pur (feat. La Honda) [Explicit]»                  | Morsay                                 | 3:38     |  |
| 12.                | «12. Nous faire croire (feat. Balastik Dogg, 45LS) [Explicit]» | Morsay, Zehef                          | 5:02     |  |
| 13.                | «Paris Alger (feat. Hasni Sghir, Alias) [Explicit]»            | Morsay                                 | 3:29     |  |
| 14.                | «Baffe dans ta guele (feat. Bs Boys) [Explicit]»               | Truand 2 la galerie                    | 4:41     |  |
| 15.                | «Jme sens bien (feat. Bolomix, Moojoobrane) [Explicit]»        | Morsay                                 | 4:06     |  |
| 16.                | «Sans Khaliss c'est la zermi [Explicit]»                       | Truand 2 la galerie                    | 4:34     |  |
| 17.                | «Canada Paris (feat. Bagdad Muzik) [Explicit]»                 | Truand 2 la galerie                    | 4:29     |  |
| 01:07:58           |                                                                |                                        |          |  |

### Películas
- La Vengeance (2012)